# Otto-Eberhard Zander
Otto-Eberhard Zander (* 27. April 1944 in Göttingen) ist ein  pensionierter deutscher Offizier und Politikwissenschaftler.

## Leben
Nach dem Abitur am Max-Planck-Gymnasium war Zander 1965 bis 1994 Berufssoldat bei der Bundeswehr. Er war u. a. Personaloffizier für Innere Führung und Politische Bildung in Kiel, Personalstabsoffizier beim Hauptquartier der Alliierten Landstreitkräfte Schleswig-Holstein und Jütland in Rendsburg und
Pressestabsoffizier bei der Informations- und Pressestelle der Bundeswehr in Berlin. An der Fernuniversität in Hagen studierte er ab 1980 Pädagogik, Politik- und Sozialwissenschaften und Psychologie. 1987 schloss er das Studium als Magister artium ab. Bei der Bundeswehr wurde er als Oberstleutnant pensioniert.
1996/97 war er Gasthörer, ab 1998 Student der Politischen Wissenschaften und der Mittleren und Neueren Geschichte an der Christian-Albrechts-Universität zu Kiel. Mit einer Doktorarbeit über die Traditionen von Bundeswehr und Nationaler Volksarmee wurde er 2000 zum Dr. phil. promoviert. Ab 1996 arbeitete er für das Militärgeschichtliche Forschungsamt, die Bundesakademie für Sicherheitspolitik und den Presse- und Informationsstab des Bundesministeriums der Verteidigung. Von 2001 bis 2005 war er Dozent am Fachbereich Sozialwissenschaften der Führungsakademie der Bundeswehr. Über Peter Lösche kam er 2003 an das Institut für Politikwissenschaft der Sozialwissenschaftlichen Fakultät der Georg-August-Universität Göttingen. Seit 2012 ist er Lehrbeauftragter am Göttinger Institut für Demokratieforschung.
Zander befasst sich vor allem mit der Geschichte des 19. und 20. Jahrhunderts. In den Publikationen und Masterseminaren der letzten Jahre ging es in den Jahren bis 2015 u. a. Otto von Bismarck, John F. Kennedy, Wolfgang Natonek und Willy Brandt. Aktuell lehrt er über Themen wie „Bundeswehr und Demokratie“ (WS 2022/23) sowie über den „Deutschen Militarismus – Vom Kaiserreich 1871 bis zum Ende der nationalsozialistischen Gewaltherrschaft 1945“.

## Publikationen
- Bundeswehr und Nationale Volksarmee. Traditionen zweier deutscher Streitkräfte. 1. Auflage. Trafo Verlagsgruppe, Berlin 2007, ISBN 978-3-89626-665-1 (zugleich Dissertation, Universität Kiel 2000);
  - 2., durchgesehene und ergänzte Auflage. Trafo, Berlin 2014, ISBN 978-3-86464-007-0.
- mit Daniel Niemetz: Das feldgraue Erbe. Die Wehrmachteinflüsse im Militär der SBZ/DDR. In: Militärgeschichtliche Mitteilungen, Ausgabe 1, 2008, ISSN 0026-3826, S. 313.
- Drei Hochzeiten und ein Bündnisfall – Ehen als Instrumente adliger Machtpolitik. In: INDES – Zeitschrift für Politik und Gesellschaft (Vandenhoeck & Ruprecht), Ausgabe 2, 2013, ISSN 2191-995X, S. 109–113.
- Bismarck und seine Ausschweifungen als Student (1832/33). In: Franz Walter und Teresa Nentwig (Hrsg.): Das gekränkte Gänseliesel. 250 Jahre Skandalgeschichten in Göttingen. Vandenhoeck & Ruprecht, Göttingen 2014, ISBN 978-3-525-30080-0, S. 55–64.
- mit Kurt Walter Stengert: … Die im Schutze Sankt Barbaras kommen … Die Tradition der Barbarafeiern bei der deutschen Artillerie von ihren Anfängen bis zur Gegenwart. 1. Auflage. Trafo, Berlin 2016, ISBN 978-3-86464-105-3 (Rezension bei der Clausewitz-Gesellschaft e. V.).